# Phéc-mơ-tuya

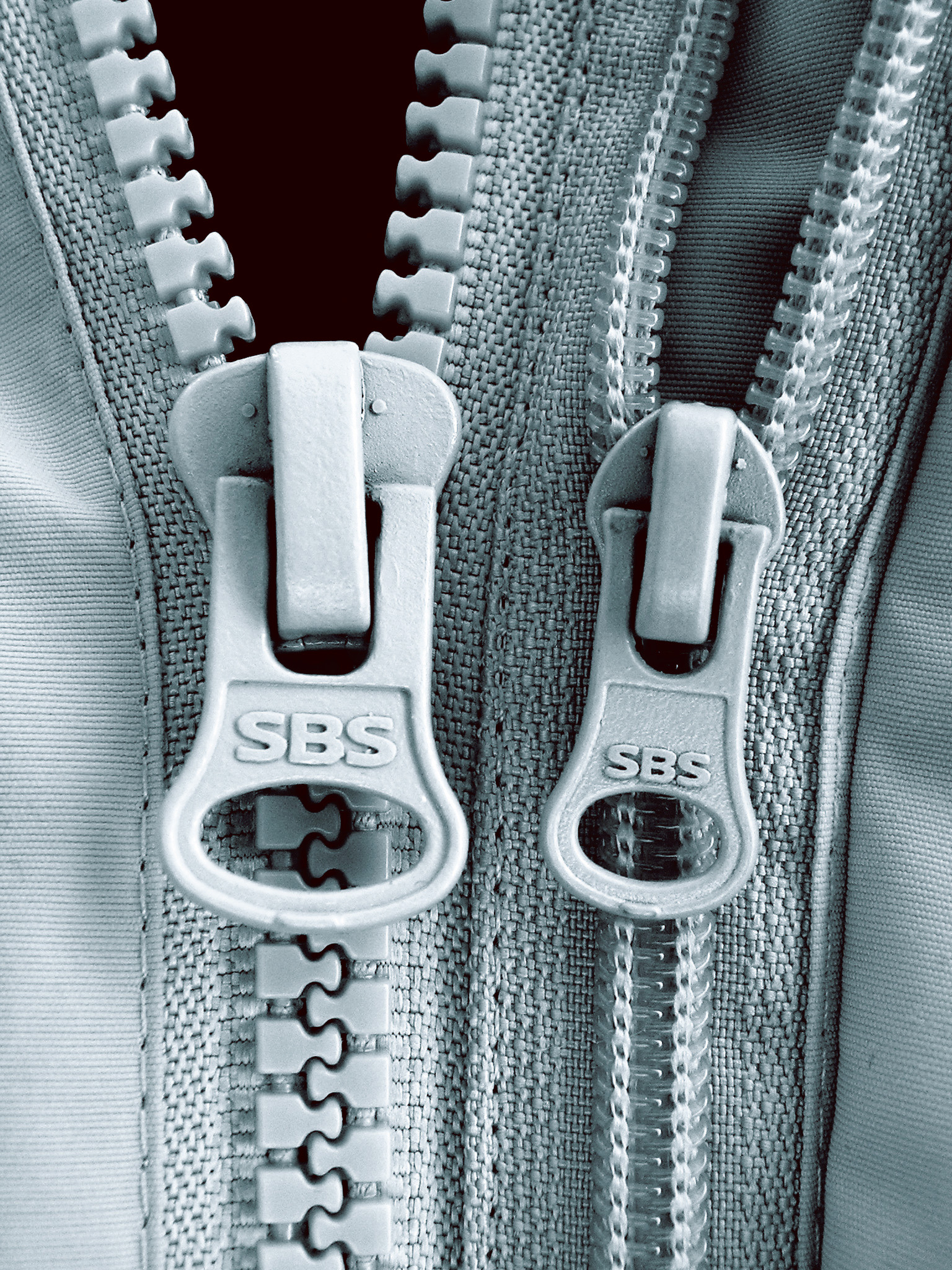
Phéc-mơ-tuya / Khóa kéo

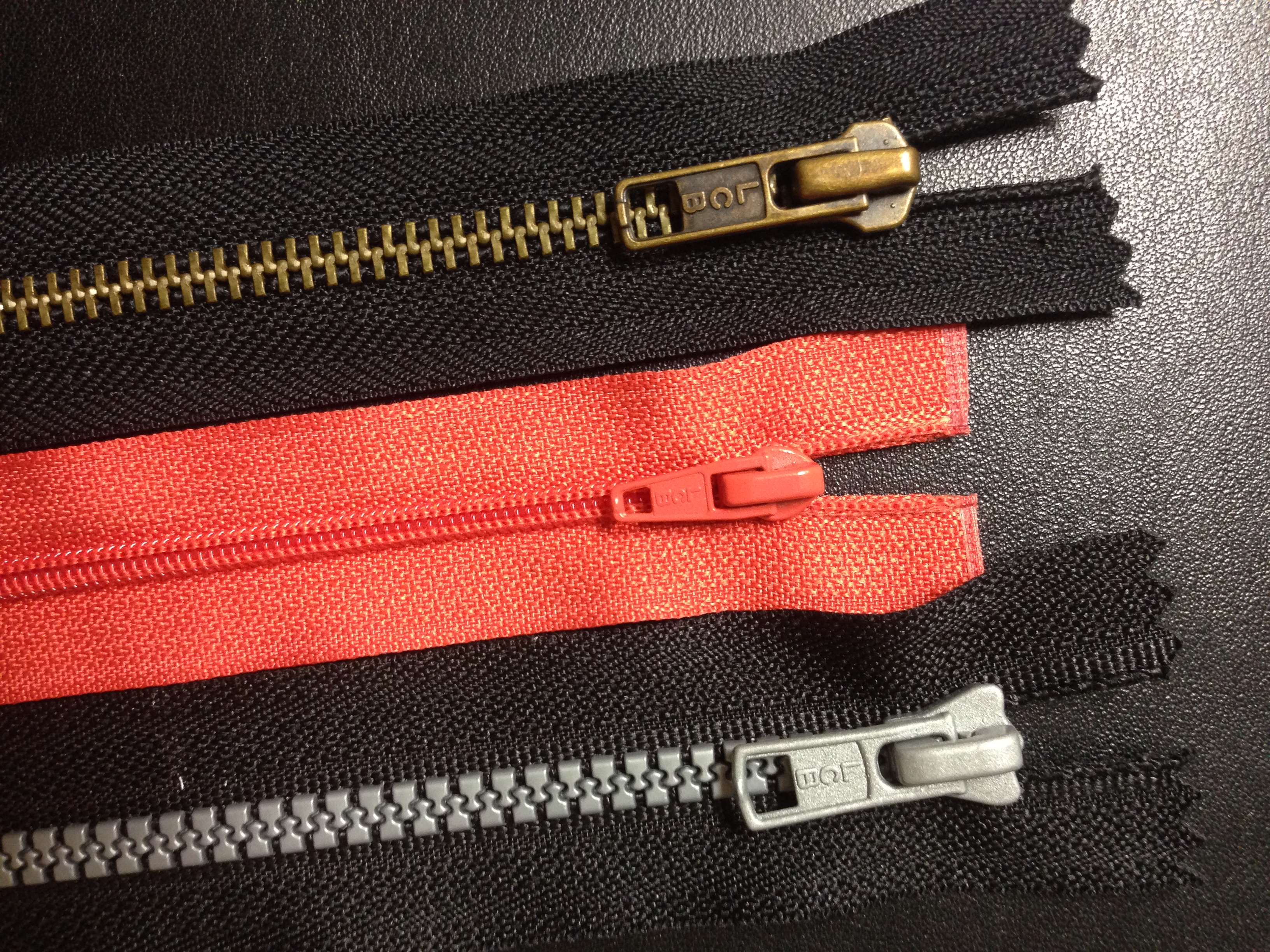
Phéc-mơ-tuya với các biến thể răng phổ biến: răng kim loại (trên cùng), răng cuộn và răng nhựa

Phéc-mơ-tuya (hay khóa kéo, dây kéo, tiếng Pháp: fermeture) là dụng cụ phổ biến để cài ghép tạm thời hai mép vải với nhau. Nó thường được dùng trong quần áo, va li hay các loại túi xách khác, đồ thể thao, dụng cụ cắm trại và các đồ dùng khác bằng vải. Tên gọi phéc-mơ-tuya là từ phiên âm từ tiếng Pháp fermeture, nghĩa là dụng cụ nào đó để đóng, để khóa, để bấm, để chốt v.v
Phéc-mơ-tuya có tất cả các kích cỡ, hình dạng và màu sắc khác nhau. Whitcomb L. Judson, một nhà phát minh người Mỹ đến từ Chicago, đôi khi được coi là người phát minh ra khóa kéo, nhưng ông chưa bao giờ chế tạo một khóa kéo thực tế. Phương pháp vẫn còn được sử dụng ngày nay, dựa trên các răng đan xen khóa vào nhau. Ban đầu, nó được đặt tên là "dây buộc không móc" và sau đó được thiết kế lại để trở nên đáng tin cậy hơn.

## Miêu tả

Cơ cấu hoạt động của phéc-mơ-tuya

Phần lớn phéc-mơ-tuya gồm hai tà làm từ các dải vải, tà này được kết nối với tà kia bởi hàng chục hay hàng trăm chiếc răng có hình dạng đặc biệt bằng nhựa hay bằng kim loại. Con trượt, được điều khiển bằng tay, di chuyển dọc theo các dãy răng. Phía trong con trượt là rãnh có dạng chữ Y để khớp hay tách hai dãy răng đối diện tùy theo hướng di chuyển của nó. Âm thanh đặc thù phát ra từ sự ma sát giữa con trượt và các răng dường như là nguồn gốc của từ "zip" trong tiếng Anh.
Một vài loại phéc-mơ-tuya có hai con trượt, cho phép thay đổi vị trí và kích thước mở. Hầu hết các áo vét tông và các loại áo quần tương tự thì phécmơtuya sẽ đóng khi con trượt ở hai đầu. Còn hầu hết các va li thì phéc-mơ-tuya sẽ đóng khi hai con trượt nằm cạnh nhau ở bất kì vị trí nào trên phéc-mơ-tuya.
Phéc-mơ-tuya có thể:
- Tăng kích thước của một va li để nó có thể đựng đồ lớn hơn nó.
- Nối liền hay tháo rời hoàn toàn các phần có thể tách rời của áo quần.
- Dùng để trang trí.

Phéc-mơ-tuya có giá thành rất nhỏ, nhưng khi nó hỏng hóc thì áo quần sẽ không dùng được trừ khi nó được sửa chữa hay được thay thế. Vấn đề thường là ở chỗ con trượt há miệng do bị mòn. Việc sửa chữa khá dễ dàng trong trường hợp này: chỉ cần ép miệng nó xuống.

## Lịch sử
Khoá kéo (hay Zipper) là phát minh tuyệt vời của Whitcomb L. Judson vào năm 1893. Ngày nay, khoá kéo rất thông dụng, bởi thế ta đã quên tính hữu dụng của chúng. Khoá kéo có đủ màu sắc, kích cỡ, bền chắc nhưng đóng mở thì rất dễ dàng.
Không biết người ta đã xoay xở như thế nào khi chưa có khoá kéo. Vào những năm 1890, người Mỹ mang dày cao gót với một dãy nút dài. Trang phục của phụ nữ thường có những dãy nút, bất tiện khi gài hay mở khuy. Vì thế, người ta muốn nghĩ ra cách nào đó dễ dàng hơn để mặc và cởi những thứ có gắn dãy nút.
Năm 1893, Whitcomb L. Judson, một kỹ sư ở Chicago đã phát minh ra khoá kéo và ông gọi nó là "dây khoá trượt". Loại dây khoá trượt này không chắc lắm nên cũng có nhiều rắc rối. Thế rồi tiến sĩ Gideon Sundbäck ở Thuỵ Điển đã giải quyết vấn đề này bằng cách cấu tạo một chiếc khoá kéo gồm 3 phần:
1. Có hàng tá plastic (nhựa) hay kim loại được gọi là "răng", xếp thành hai hàng.
2. Các móc này được gắn vào hai miếng vải co giãn được.
3. Một cái khoá trượt để kết các móc lại với nhau. Khi trượt chiều ngược lại, cái khoá này mở các móc ra.
Tiến sĩ Sunback kết những cái móc vào mảnh vải. Vải giữ cho tất cả các móc nằm ngay ngắn và không dễ bị hở. Điều này giải quyết được vấn đề mà những khoá kéo đầu tiên mắc phải.
Một dụng cụ có hình dáng giống với phéc-mơ-tuya, "dụng cụ tự động kết nối mép áo quần", được Elias Howe đăng ký phát minh ở Mỹ vào năm 1851; nhưng dường như nó chưa bao giờ được sản xuất. Whitcomb L. Judson đã đăng ký phát minh một loại "khóa móc", dùng để khóa giày, ủng vào năm 1893 và cố gắng thương mại hóa phát minh thông qua Công ty Fastener Universal. Các thiết kế của ông dùng móc và khuy. Chiếc phécmơtuya thực sự, kiểu được dùng hiện nay, dựa trên các mấu khóa trong. Nó được Gideon Sundback, một người nhập cư gốc Thụy Điển vào Canada mà năm 1913 là nhà thiết kế hàng đầu tại Công ty Universal Fastener, phát minh ở St. Catharines, Ontario. Ông đã chế tạo chiếc "khóa cài không khuy" vào năm 1913, và đã thiết kế cỗ máy phức tạp cho việc sản xuất nó. Bằng phát minh được cấp vào năm 1917 cho "khóa cài rời". Công ty B.F.Goodrich đặt tên là "Zipper" vào năm 1923 khi dùng khóa cài này cho một loại giày cao su của họ.
Phéc-mơ-tuya dần dần trở nên phổ biến trong áo quần trẻ em và nam giới trong thập niên 1920 và 1930. Đầu thập niên 1930 thợ thiết kế thời trang cao cấp Elsa Schiaparelli làm nổi bật đặc trưng của phécmơtuya trong các mẫu áo choàng nữ tiên phong của bà, làm cho phécmơtuya được chấp nhận trong trang phục của nữ giới. Năm 1934, Tadao Yoshida sáng lập công ty gọi là San-Shokai ở khu thương mại Tokyo. Sau đó, công ty này đổi tên là YKK và trở thành nhà sản xuất phéc-mơ-tuya và khóa cài lớn nhất thế giới.
Ngày nay, chỉ các công ty hàng đầu như YKK, tập đoàn KCC, và Tex Corp chế tạo số lượng lớn các kiểu phéc-mơ-tuya bao gồm phéc-mơ-tuya "vô hình", phéc-mơ-tuya kim loại và phéc-mơ-tuya nhựa.
Phát minh gần đây là chiếc phéc-mơ-tuya Excoffier, sở hữu một dạng răng phéc-mơ-tuya mới.

## Các kiểu Phéc-mơ-tuya
- Phéc-mơ-tuya sợi xoắn: Đây là loại phéc-mơ-tuya kinh điển được bán ngày nay. Con trượt chạy trên hai sợi xoắn ở hai tà phéc-mơ-tuya. Răng của loại phéc-mơ-tuya này là những sợi xoắn. Có hai loại sợi xoắn cơ bản. Một loại dùng sợi xoắn dạng trôn ốc, thường kèm với một lõi xuyên trong sợi xoắn. Một loại nữa dùng sợi xoắn dạng thang, còn được gọi là kiểu Ruhrmann. Kiểu thứ hai hiện nay chỉ dược dùng ở một phần nhỏ trên thế giới, chủ yếu ở Nam Á.
- Phéc-mơ-tuya vô hình: Những chiếc răng được giấu sau băng vải. Màu của băng vải trùng với màu y phục, và vì vậy, trừ con trượt, phéc-mơ-tuya sẽ là "vô hình". Loại này được dùng phổ biến ở váy ngắn và váy dài. Phéc-mơ-tuya vô hình thường là phéc-mơ-tuya sợi xoắn.
- Phéc-mơ-tuya kim loại: Là loại ngày nay chúng ta thường thấy ở quần bò. Răng của nó không là sợi xoắn mà là những mẩu kim loại riêng rẽ, được dập và bố trí cách đều nhau trên hai tà của phécmơtuya.
- Phéc-mơ-tuya nhựa: Là loại giống hệt như phéc-mơ-tuya kim loại, trừ răng được làm bằng nhựa thay vì bằng kim loại. Phécmơtuya kim loại có thể được sơn để khớp màu với nguyên liệu xung quanh, phéc-mơ-tuya nhựa có thể được chế tạo nhiều màu từ nhựa nguyên liệu.
- Phéc-mơ-tuya đầu-mở: Dùng cơ chế "hộp và gim" để đóng hai phía của phéc-mơ-tuya, thường dùng ở áo vét tông.
- Phéc-mơ-tuya đầu-đóng: Bị đóng ở hai đầu và thường được dùng ở các túi xách.

## Sản lượng
Nhật Bản hiện nay sản xuất 68% phécmơtuya trên thế giới. Trong đó, phần lớn được YKK sản xuất. Hầu hết phần còn lại được sản xuất ở Đông Nam Á.